# Palacio Multiusos de Gran Canaria
Le Palacio Multiusos de Gran Canaria ou Gran Canaria Arena est une salle omnisports à Las Palmas de Gran Canaria en Espagne.

## Événements
- Coupe du monde masculine de basket-ball 2014